# Howgill Beck (Tindale Tarn)
Der Howgill Beck ist ein Wasserlauf in Cumbria, England.
Der Howgill Beck entsteht nördlich des Cold Fell aus einer Reihe unbenannter Quellflüsse. Er fließt zunächst in nordwestlicher Richtung, wendet sich östlich von Howgill aber in östliche Richtung, in die er bis zu seiner Mündung in den Tindale Tarn fließt.